# Krzyżanowice Średnie
Krzyżanowice Średnie – wieś sołecka w Polsce, położona w województwie świętokrzyskim, w powiecie pińczowskim, w gminie Pińczów.
W latach 1975–1998 miejscowość administracyjnie należała do województwa kieleckiego.

## Części wsi
| SIMC    | Nazwa     | Rodzaj     |
| ------- | --------- | ---------- |
| 0263076 | Bojce     | część wsi  |
| 0263082 | Komorniki | przysiółek |

## Historia
Według spisu powszechnego z roku 1921 Krzyżanowice - folwark posiadały 4 domy,92 mieszkańców, Krzyżanowice – wieś 87 domów,489 mieszkańców Krzyżanowice-Gacki 27 domów, 237 mieszkańców.
Obecnie w gminie Pińczów istnieją Krzyżanowice Średnie, Krzyżanowice Dolne